# Clusia gaudichaudii
Clusia gaudichaudii là một loài thực vật có hoa trong họ Bứa. Loài này được Cambess. mô tả khoa học đầu tiên năm 1828.